# Stéphanie Vanden Borre

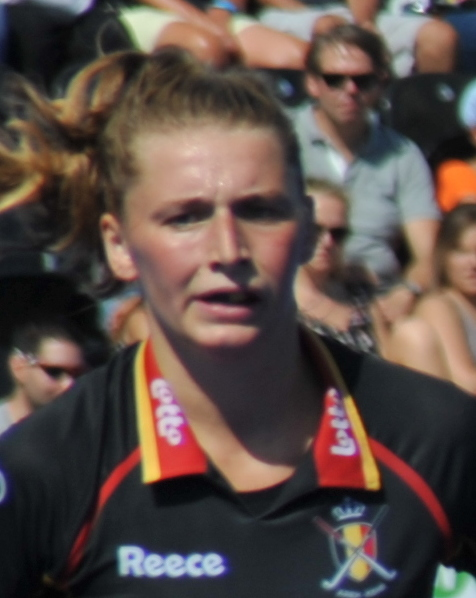
Stéphanie Vanden Borre bei der Europameisterschaft 2015 im Spiel gegen Spanien

Stéphanie Vanden Borre (* 14. September 1997) ist eine belgische Hockeyspielerin. Bis 2023 gewann sie mit der belgischen Nationalmannschaft bei Europameisterschaften zwei Silbermedaillen und eine Bronzemedaille.

## Sportliche Karriere
Vanden Borre spielte bis 2022 bei La Gantoise und wurde mit diesem Verein zweimal belgische Meisterin. Danach wechselte sie zu Braxgata.
Sie debütierte 2014 in der Nationalmannschaft. Bei der Weltmeisterschaft 2014 in Den Haag belegte die belgische Mannschaft den zwölften und letzten Platz. Im Jahr darauf wurden die Belgierinnen Fünfte der Europameisterschaft in London. 2017 bei der Europameisterschaft in Amsterdam besiegten die Belgierinnen im Halbfinale die deutsche Mannschaft mit 1:0. Das Finale gewannen die Niederländerinnen mit 3:0. Vanden Borre war in allen fünf Spielen dabei und erzielte ein Tor. 2018 waren bei der Weltmeisterschaft in London 16 Mannschaften dabei, darunter sieben aus Europa. Die Belgierinnen wurden Zehnte, allerdings lagen alle anderen Teams aus Europa vor den Belgierinnen. 2019 bei der Europameisterschaft in Antwerpen wurden die Belgierinnen Sechste und verhinderten damit gerade noch den Abstieg aus Europas Topgruppe.
2021 bei der Europameisterschaft in Amstelveen wirkte Vanden Borre in allen fünf Spielen mit und erzielte zwei Tore. Die Belgierinnen unterlagen im Halbfinale den Niederländerinnen mit 1:3. Im Spiel um den dritten Platz bezwangen sie die Spanierinnen mit 3:1. Im Jahr darauf bei der Weltmeisterschaft 2022 erreichten die Belgierinnen erstmals nach vierzig Jahren wieder das Viertelfinale bei einer Weltmeisterschaft und verloren dann gegen die niederländische Auswahl. Die Belgierinnen belegten den sechsten Platz. Vanden Borre war in allen fünf Spielen dabei und erzielte sechs von dreizehn Toren der Belgierinnen. 2023 bei der Europameisterschaft in Mönchengladbach bezwangen die Belgierinnen im Halbfinale die Deutschen. Im Endspiel siegten die Niederländerinnen mit 3:1. Vanden Borre wurde in allen fünf Spielen eingesetzt und traf insgesamt dreimal. Bei den Olympischen Spielen 2024 in Paris verloren die Belgierinnen im Halbfinale gegen die Chinesinnen im Shootout. Im Spiel um den dritten Platz unterlagen sie im Shootout gegen die Argentinierinnen. Vanden Borre war in sieben von acht Spielen dabei.
Insgesamt bestritt die Defensivspielerin bis zum 9. August 2024 193 Länderspiele für Belgien, in denen sie vor allem als Strafeckenspezialistin 76 Tore erzielte.